# مارفن كيخانو
مارفن كيخانو (بالإسبانية: Marvin Quijano)‏ هو لاعب كرة قدم سلفادوري في مركز الوسط، ولد في 10 أكتوبر 1979 في سان سلفادور في السلفادور. لعب مع كولورادو رابيدز ولوس أنجلوس غلاكسي.

## وصلات خارجية
- مارفن كيخانو على موقع الدوري الأمريكي (الإنجليزية)
- مارفن كيخانو على موقع قاعدة بيانات كرة القدم.إي يو (الإنجليزية)